# Hasan al-Turabi
El doctor Hassan 'Abd Allah al-Turabi (àrab: حسن عبد الله الترابي, Ḥasan 'Abd Allāh at-Turābī), generalment conegut simplement com Hasan al-Turabi, a vegades transcrit Hassan al-Tourabi (Kassala, ca. 1932 - Khartum, 5 de març de 2016), fou un líder religiós i polític islamista del Sudan, que va tenir un paper essencial en la institucionalització de la xaria primer a tot el Sudan i finalment a la part del nord del país. És considerat un vell membre de la «línia dura ideològica islamista».

## Carrera Política
Després de graduar-se, va tornar al Sudan i es convertia en un membre del Front de la Carta Islàmica, un fillol de la branca sudanesa dels Germans Musulmans. En un període de cinc anys, el Front es convertia en un grup polític important que nomenava a al-Turabi com el seu secretari general el 1964. A través del Front de la Carta Islàmica, al-Turabi va treballar amb dues faccions del moviment islàmic sudanès, els Ansariyya i els Khatamiyya, per redactar una constitució islàmica. Els membres de l'Ansariyya es defineixen com els seguidors del Mahdi Muhammad Ahmad, del segle xix. Al-Turabi romania com a dirigent del Front de la Carta Islàmica fins al 1969, quan va agafar el poder Gaafar al-Nimeiry en un cop d'estat. Els membres del Front de la Carta Islàmica foren arrestats, i al-Turabi va passar sis anys sota custòdia i tres en exili a Líbia.
El 1977, el règim i les dues faccions del moviment islàmic al Sudan (Ansariyya i Khatamiyya) intentaren arribar a una "reconciliació nacional", on els líders d'oposició foren alliberats o podien retornar de l'exili, incloent-hi al-Turabi. Aquest i la seva gent van començar a tenir un paper essencial, infiltrant-se en els més alts escalafons del govern on la seva educació, sovint adquirida a Occident, els feia indispensables, "per islamitzar a la societat des de dalt cap a baix" Al-Turabi ingressava al partit únic, la Unió Socialista Sudanesa, i era promogut a Ministre de Justícia i Fiscal General el 1979. Des d'aquesta posició va aconseguir imposar l'establiment de la llei islamica. Nimeiry ho va anunciar el setembre de 1983 avivant la guerra civil que havia esclatat el maig al sud del país quan la dissolució de la regió autònoma (que es va produir el 5 de juny) i la instauració de la xaria eren imminents. Fou necessari abrogar la regió autònoma del sud, ja que en cas contrari l'Assemblea Legislativa del sud podia oposar-se a la mesura. L'oposició popular en contra d'accions polítiques com la dissolució del parlament sudanès i càstigs legalment infligits com amputacions i penjar a la forca, va portar a l'enderrocament de Nimeiry.
Nimeiry fou enderrocat el 6 d'abril de 1985 i al cap d'un any es va retornar al règim democràtic. A partir de 1985 al-Turabi va formar el Front Nacional Islàmic amb la unió d'alguns petits partits islamistes nacionals o regionals (un moviment polític amb poder polític considerable al Sudan però poca popularitat entre els votants) i va concórrer a les eleccions on només va obtenir el 10% dels vots però 51 escons (de 301) i el mateix Hasan al-Turabi no va guanyar l'escó que disputava per Khartum doncs els tres candidats d'altres partits es van posar d'acord per retirar-se dos d'ells i concórrer un sol amb el suport dels tres en contra d'al-Turabi; el maig de 1986 va entrar al govern de coalició que va formar Sadiq al-Mahdi. Des del govern va preparar l'assalt al poder amb els seus homes dins les forces armades.

## Arribada al poder
El 30 de juny de 1989 el general Omar al-Bashir donava el cop d'estat que va liquidar la democràcia. El cop va anar seguit de repressió severa, incloent-hi purgues i execucions a les files superiors de l'exèrcit, prohibició d'associacions, partits polítics, i diaris independents i la presó per les figures polítiques i periodistes més destacats. Hasan al-Turabi fou arrestat formalment i confinat, però la impressió general era que estava darrere del cop. La influència del NIF/FNI fou evident dins el govern que va adoptar les seves polítiques i diversos membres del Front van entrar al govern com a ministres.

Al-Turabi va fundar la Conferència Popular Àrab i Islàmica a celebrar de manera anual (també a vegades anomenat el Congrés) al voltant de 1991. Allí es trobaven uns quants grups islàmics d'arreu del món, incloent-hi representants de l'Organització per a l'Alliberament de Palestina, Hamàs, Gihad Islàmic, la Gihad Islàmica Algeriana i Hesbol·là.
"Turabi buscava persuadir xiites i sunnis d'aparcar les seves divisions i unir-se contra l'enemic comú. A finals de 1991 o el 1992, les discussions al Sudan entre Al-Qaida i operatius iranians conduïen a un acord informal per cooperar proporcionant suport - fins i tot si només era formació - perquè les accions es fessin principalment contra Israel i els Estats Units. No molt de temps després, els operatius d'al-Qaeda i els formadors viatjaven a l'Iran per rebre formació en explosius". 
Un mestre "cinturó negre" de Karate sudanès, Hashim Bedreddin Mohammed, va atacar a al-Turabi i amb dos cops el va deixar inconscient i en coma, quan al-Turabi era en un aeroport d'Ottawa a Canadà, el 26 de maig, de 1992. Hashim era un Sufi en exili i un adversari del règim d'islamista del Front Nacional Islàmic i havia guanyat un campionat mundial de karate el 1983. Atacava al-Turabi de ràbia quan el va veure. Al-Turabi fou hospitalitzat durant 4 setmanes. Després que al-Turabi caigués inconscient, Hashim va suposar que era mort i va fugir. Al-Turabi va patir lesions severes, l'ús del seu braç dret es va perdre, tenia dificultat per parlar i bevia amb ajut d'una canya. Hashim va rebre el suport d'un sudanès exiliat al Canadà que llançava la "Campnaya Amics de Hashim" per donar suport al seu atac contra al-Turabi. Un cartell deia "Molts sudanesos aprecien el que Hashim ha fet". Cridaven a aturar les polítiques islamistes i al retorn al secularisme.
L'agost de 1993, el Sudan fou posat a la llista dels Estats Units com a "patrocinadors estatals de terrorisme" després del primer atemptat amb bombes al World Trade Center. Les notes del departament d'Estat deien que "cinc de 15 sospitosos arrestats" després del bombardeig eren sudanesos.
El 1993 el Consell de Comandament de la Revolució es va dissoldre i al-Bashir va passar a ser president i es va convocar una Assemblea Nacional de Transició però sense partits (els candidats es van presentar com independents).

El 1994 un informe publicat per Human Rights Watch, dirigit per Gaspar Biro, un professor hongarès de dret i enviat especial de les Nacions Unides al Sudan el 1993 trobava el govern sudanès estava practicant "la tortura de manera extensa i sistemàtica" dels detinguts.
Abans inusual al Sudan, ara la tortura era general al Sudan, especialment al sud. Les dones no musulmanes eren violades i se'ls prenia als seus fills; les bosses de paper omplertes de pols de pebre es posaven als caps dels homes, i alguns se'ls lligava a formiguers; s'aixafaven testicles i eren cremats per cigarrets i corrent elèctric, segons un informe de 1994 de la Human Rights Watch. 

Dos anys més tard un intent d'assassinat contra el llavors president egipci Hosni Mubàrak a la reunió de l'OUA a Addis Abeba, portat a terme per la Gihad Islàmic d'Egipte, alguns membres de la qual estaven vivint en exili al Sudan. Evidence from the Egyptian and Ethiopian governments implicated the Sudanese government
 El fet va portar a un vot unànime a les Nacions Unides per imposar sancions econòmiques rígides al Sudan. El representant sudanès negava les càrregues, però la delegació sudanesa ja no mereixia confiança doncs dos anys abans havia estat implicada en una trama per fer explotar la seu de les Nacions Unides a Noya York.

En lloc de dissociar-se de la trama, al-Turabi lloava l'intent d'assassinat i deia que Mubarak era estupid:
 Els fills del Profeta Moisès, els musulmans, s'han aixecat contra ell i han desemmascarat els seus plans, fent-lo tornar-lo al seu país .... Trobe aquest home massa lluny del meu nivell de pensament i la meva visió, i massa estúpid per entendre les meves declaracions
Les sancions internacionals prenien efecte l'abril de 1996 i eren acompanyades per una "retirada general de la comunitat diplomàtica" de Khartum. Alhora el Sudan treballava per apaivagar Amèrica i uns altres crítics internacionals expulsant als membres de l'egípcia Gihad Islàmic i forçant a Bin Laden a sortir del país.
El març de 1996, les eleccions nacionals se celebraven per primera vegada des del cop fou finalment elegit sense oposició a un seient de l'Assemblea Nacional de la que més tard va ser elegit president. Aquest era el seu primer cas a ocupar una posició política amb alguna consistència. Durant els darrers anys de la dècada del noranta, la seva influència i la de l'"ala internacionalista i ideològica" que volia representar el seu partit, va disminuir a causa de la imposició de sancions de les Nacions Unides al Sudan en el càstig per a l'ajuda sudanesa a militants egipcis en el seu intent d'assassinar al president egipci, "a favor dels 'nacionalistes' o de líders més pragmàtics que se centraren a intentar recuperar-se del dany que l'aïllament econòmic internacional desastrós pel Sudan havia resultat de l'aventura ideològica."
El 1998 es van autoritzar els partits i llavors al-Bashir i al-Turabi van refundar el partit (el Front Nacional Islàmic sembla que no fou dissolt formalment, però de facto fou donat per dissolt per assoliment dels seus objectius) i van crear el Partit del Congrés Nacional, del qual al-Turabi fou president (a més de president de l'Assemblea Nacional) i al-Bashir el secretari general. El 1999 al-Turabi es va oposar a la reelecció a la presidència d'al-Bashir i aquest va haver de dissoldre el parlament i declarar l'estat d'emergència; al-Turabi fou suspès com a president del PCN i un temps després arrestat acusat de conspiració, sent alliberat l'octubre del 2003.
A partir dels atemptats de les Torres Bessones de setembre del 2001, al-Bashir es va distanciar d'al-Turabi i dels islamistes, almenys en aparença. No obstant la línia política va seguir marcada pels Germans Musulmans; les seves milícies van ser les autores de les matances al Darfur. Al-Turabi fou empresonat a la presó de Kobar ("Presó Cooper") de Khartum el març de 2004 per ordre del seu abans aliat el President Omar al-Bashir. acusat d'estar associat amb el Moviment de la Justícia i la Igualtat (JEM), un moviment Islamista armat participant en el Conflicte de Darfur. Al-Turabi va negar aquestes acusacions. El gener de 2005 es va signar la pau de Nairobi (Comprehensive Peace Agreement CPA) i fou alliberat el 28 de juny de 2005.
El 2006, al-Turabi va sortir al titulars internacionals quan emetia un fatwa que permetia a les dones musulmanes casar-se amb homes no musulmans, i el consum d'alcohol en certes situacions, en contradicció a la llei de la xaria generalment acceptada.
Després que el JEM va atacar Khartoum i Omdurman on May 10, 2008, al-Turabi era arrestat el matí del 12 de maig de 2008, junt amb uns altres membres del seu partit (ara anomenat Partit de Congrés Popular (PCP). Va dir que s'esperava l'arrest, que va esdevenir quan tornava a Khartum d'una reunió del PCP a Sennar. Fou interrogat i alliberat sense càrrecs unes hores més tard.
L'assessor presidencial Mustaf Osman Ismail deia que el nom de Turabi s'havia trobat en documents del JEM, però negava que al-Turabi hagués estat arrestat, afirmant que se l'havia "convocat" merament per interrogar-lo. Al-Turabi, tanmateix, deia que era un arrest i que se l'havia tingut a la presó de Kober. Segons al-Turabi, se'l va interrogar sobre la relació entre el PCP i el JEM, però no va contestar a aquesta qüestió, encara que negava que hi hagués una relació després del seu alliberament; també deia que se li va preguntar per què no condemnava l'atac de rebels. Deia finalment que els oficials de seguretat que l'havien interrogat, l'havia "aterrit" i que, encara que afirmaven tenir proves contra ell, no li mostraven aquestes proves quan demanava veure-ho.
Salva Kiir Mayardit, el primer vicepresident del Sudan i President del Govern del Sudan del Sud, deia que no hi havia hagut cap discussió sobre arrestar al-Turabi a la reunió de presidència el dia previ i que no hi havia cap informe de seguretat que l'impliqués. Al·legava que al-Turabi estava sent utilitzant com a cap de turc. En una entrevista el 17 de maig de 2008, al-Turabi descrivia l'atac del JEM contra Khartum com "positiu" i deia que hi havia "molta misèria i una política genocida a Darfur". També deia que l'atac Jem podria espurnejar més malestar.
El 12 de gener, de 2009, al-Turabi demanava a Bashir lliurar-se a la Cort Penal Internacional pel bé del país, que no podia donar suport al que era políticament responsable de crims de guerra a Darfur. Fou llavors arrestat el 14 de gener i va restar a la presó durant dos mesos (fins al 8 de març) a la presó Kober abans de ser traslladat a la presó del Port Sudan.
Durant aquest temps els membres de la seva família van expressar preocupació sobre la seva salut (té 75 anys) en estar en confinament en solitari com a mínim part del temps. Amnistia Internacional també va emetre una declaració sobre l'arrest d'al-Turabi el 16 de gener, descrivint-lo com "arbitrari" i políticament motivat. Assenyalava l'edat avançada de Turabi i la seva necessitat de medicació i un règim especial. El Centre de Mitjans de Comunicació Sudanès informava que el 19 de gener al-Turabi seria portat a judici per la seva ajuda presumpta al JEM.
El 8 de març fou alliberat només un dies després que la Cort Penal Internacional emetés una ordre d'arrest contra Omar al-Bashir. L'11 d'abril, de 2009, el PCP cridava a la creació d'un govern transitori per portar el Sudan a les eleccions planejades de 2010, i al-Turabi suggeria que no hi seria com a candidat a causa de la seva edat avançada; emfatitzava la importància del lideratge ascendents de generacions més joves i deia que no tenia prou energia per concórrer. L'abril al-Turabi era detingut a l'aeroport de Khartum i se li impedia viatjar a París per a proves mèdiques malgrat haver obtingut permís per viatjar del ministeri de l'Interior.
Al-Turabi va anunciar el 2 de gener de 2010, que el PCP havia designat el seu lloctinent, Abdullah Deng Nial, com el seu candidat per l'elecció presidencial de 2010. Al-Turabi fou una altra vegada arrestat a mitjan maig de 2010, però era alliberat 1 de juliol de 2010.
EL 18 de gener de 2011, els dispositius de seguretat arrestaven a Hassan al-Turabi a Khartum, presumiblement a causa de la inestabilitat recent en la política del Sudan. Al-Turabi feia comentaris sobre la recent pujada de preus assegurant que el Sudan podia patir una 'revolta popular' si les pujades irrealistes no eren revocades. Afegia que els governs incloent-hi el del Sudan, haurien d'aprendre lliçons dels esdeveniments recents a Tunísia.

## Creences religioses i polítiques
Al-Turabi ha defensat idees islamistes progressives, com l'adopció de la democràcia, intentant curar la bretxa entre sunnites i xiites, integrant art, música, i cant fins de la religió, i expandint els drets de dones, on ell Profeta de noted:
The mateix utilitzat per visitar dones, no homes, per a l'assessorament i consell. Podrien portar oració. Fins i tot en les seves batalles, són allà! En l'elecció entre Othman i Ali per determinar qui serà el successor per al Profeta, votaven!
En una entrevista deia, "Vull dones per treballar i per ser part de la vida pública" perquè "la casa ja no exigeix gaire treball amb tots els electrodomèstics". Durant una entrevista a al-Arabiya TV el 2006, al-Turabi descrivia el requisit del hijab com aplicant-se només a les mullers del Profeta, i deia que l'hijab era "una cortina en l'espai del Profeta. Naturalment, era impossible per a la muller del Profeta asseure's allà quan la gent entrava a la sala".
S'oposava a la pena de mort per a apostasia de l'islam i s'oposava a la sentència dictada per l'aiatol·là Khomeini contra Salman Rushdie. per la seva obra "Versicles Satànics". Declarava que les organitzacions islamistes "es centraven massa en debats històrics estrets i assumptes de conducte sobre el que s'hauria de prohibir, en lloc de en el desenvolupament econòmic i social,".
Al-Turabi també replantejava la seva visió per a una llei islàmica o xaria al Sudan, que s'aplicaria gradualment en comptes d'enèrgicament i s'aplicaria només a musulmans, que compartirien poder amb els cristians en un sistema federal.
Tanmateix, quan al-Turabi va arribar al poder en un cop d'estat militar que va enderrocar un govern democràtic, el seu règim es va caracteritzar per greus violacions de drets humans més que per la teologia progressista o liberal.